# HK Kieramin Mińsk
HK Kieramin Mińsk (biał. ХК Керамін Мінск, ros. ХК Керамин Минск) – białoruski klub hokejowy z siedzibą w Mińsku działający w latach 1988–2010.

## Historia
W przeszłości występował w Wschodnioeuropejskiej Lidze Hokejowej, w której zwyciężał dwukrotnie. Do 2010 roku występował w rozgrywkach ekstraligi białoruskiej.
Keramin działał jako drużyna farmerska klubu Dynama Mińsk, występującego w rozgrywkach KHL. Sponsor klubu, przedsiębiorstwo Keramin pozostał sponsorem klubu Dynama.
Trenerem w klubie był Walerij Woronin.

## Nazwy
- HK Mińsk (1988−2001)
- HK Keramin Mińsk (2001-2010)

## Sukcesy
- Złoty medal mistrzostw Białorusi (2 razy): 2002, 2008
- Srebrny medal mistrzostw Białorusi (6 razy): 2000, 2001, 2003, 2004, 2005, 2007
- Puchar Białorusi (2 razy): 2002, 2008
- Złoty medal Wschodnioeuropejskiej Ligi Hokejowej (2 razy): 2003, 2004
- Pierwsze miejsce w białoruskiej wiecznej tabeli klubów